# PSPad
 (novembre 2020).
Si vous disposez d'ouvrages ou d'articles de référence ou si vous connaissez des sites web de qualité traitant du thème abordé ici, merci de compléter l'article en donnant les références utiles à sa vérifiabilité et en les liant à la section « Notes et références ».
PSPad editor est un logiciel gratuit permettant d'éditer du texte et du code sous Windows.
La première version date de 2001, ce logiciel est produit par un seul développeur tchèque Jan Fiala.
PSPad a été conçu pour être une interface graphique permettant d'éditer plusieurs langages dont PHP, Perl, HTML, et Java. Il intègre l'usage de projets pour traiter et sauver de multiples fichiers. Les autres fonctionnalités sont le complètement, l'interface à onglets, le client FTP et la recherche/remplacement avec des expressions régulières. Il dispose aussi d'un mode hexadécimal.
L'interface de PSPad est basée sur le MDI avec onglets pour éditer plusieurs fichiers et une meilleure manipulation des documents ouverts. Elle est traduite en plusieurs langues dont le français.
Ce logiciel peut être rendu intégralement portable après installation sur un ordinateur.